# Catfishing

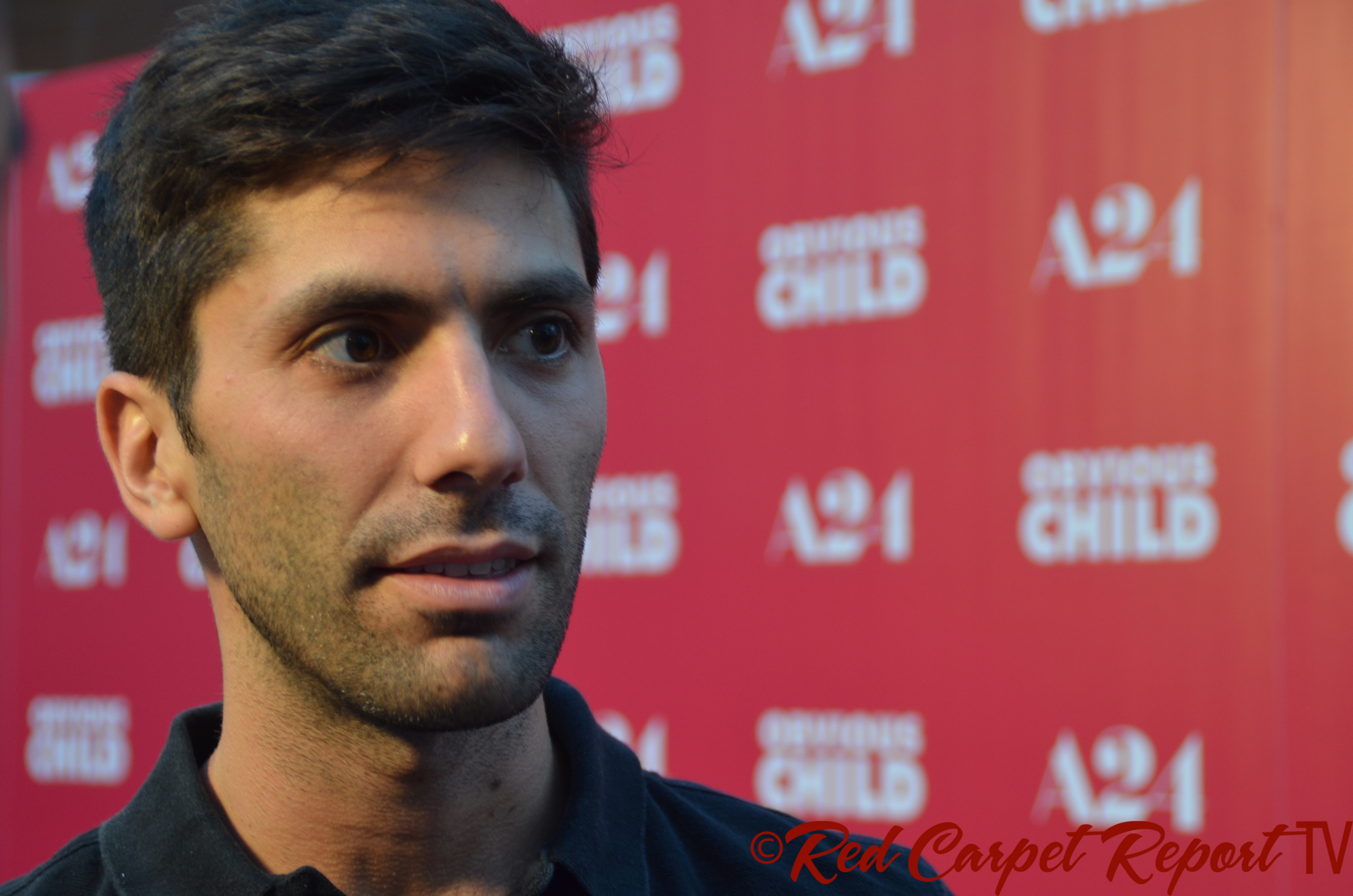
Nev Schulman és el productor executiu i presentador de Catfish, de MTV. Al programa s'investiga els que creen perfils falsos a Internet i se'n va darrere.

El catfishing (terme normalitzat en català pel TERMCAT) o impostura és una activitat enganyosa en què una persona es crea un compte d'usuari titella o un perfil fals en un servei de xarxa social normalment amb l'objectiu d'estafar o abusar d'una víctima a concret.
Aquesta activitat es pot fer servir per obtenir beneficis econòmics, comprometre la víctima d'alguna manera o simplement per trolejar o complir algun desig en concret. El catfishing ha arribat a formar part dels mitjans de comunicació, on sovint les víctimes busquen identificar qui els ha estafat, el seu impostat. A més, certes celebritats han arribat a ser atacades per aquesta via, cosa que ha cridat l'atenció dels mitjans de comunicació sobre el concepte.

## Història
El terme modern va aparèixer per primera vegada al documental nord-americà Catfish, del 2010. El documental segueix Yaniv Nev Schulman, el seu productor executiu, com a víctima del catfishing en mantenir una relació amb què pensava que era una jove de 19 anys de l'Oest Mitjà dels Estats Units quan en realitat es tractava d'una mestressa de casa de 40 anys. Al documental, s'esmenta que al marit de la dona se li va acudir aquest terme perquè li va trobar certa similitud amb el mite de com es comporten el bacallà i el bagra (de l'anglès catfish) quan són transportats en tancs diferents: s'enviava als bacallans al costat dels bagres dins dels mateixos tancs perquè els bacallans es mantinguessin actius, la qual cosa garantia la qualitat dels bacallans, ja que, en enviar-los sols, els bacallans es tornaven pàl·lids i aletargats. Aquest mite es va originar en la ficció d' Henry Nevinson (1913: Essays in Rebellion) i Charles Marriott (1913: The Catfish).
El catfishing es va fer cada vegada més conegut al llarg de la dècada següent gràcies a la sèrie de televisió del mateix nom que seguia a l'estrella principal, Nev Schulman, ajudant a altres persones a investigar si estaven sent víctimes de catfishing.
El terme es va fer popular durant un incident el 2013 que va involucrar l'estrella de futbol de la Universitat de Notre Dame Manti Te'o.

## Sociologia
Un usuari d'Internet utilitza una identitat falsa per persuadir-ne un altre que cregui que és la persona que suplanta. Sovint s'usa per a les relacions, com a la pel·lícula Catfish. Normalment, la persona que practica la impostura fa servir fotos i fets de la vida d'una altra persona perquè sembli una persona real. A més, sol passar que la persona real a qui s'està suplantant ni tan sols sap que estan fent servir les seves fotos i el seu nom; desconeixen que la seva identitat està sent utilitzada per crear falses relacions amistoses o amoroses en línia. Qui practica el catfishing ho fa per semblar una millor versió de si mateixa en fer servir una identitat falsa. La seva principal raó per això és per fer-se amic de laltra persona a la recerca duna relació amistosa o sexual.
Alguns usuaris l'han fet servir per explorar la seva identitat sexual o de gènere. Conegut d'aquesta manera com un tipus d'estafa romàntica, s'empra sovint en pàgines web de cites, on les xarxes socials o el correu electrònic serveixen als estafadors per establir un contacte inicial.
El benefici econòmic també pot ser-ne una altra raó. El 2015, tres joves van crear un perfil fals a les xarxes socials i van aconseguir robar-li 3300 $ a l'Estat Islàmic, un grup terrorista. Un oficial de reclutament se'ls havia acostat i elles li van demanar diners per viatjar a Síria. Després de rebre els diners, van eliminar immediatament el compte i es van guardar els diners en efectiu per al seu propi viatge personal.
El catfishing també ha estat una tàctica per aturar activitats delictives. El 2004, Dateline NBC va produir el segment per a televisió To Catch a Predator, en què es documentava policies encoberts que es feien passar per menors per atrapar pedòfils. Després, els pedòfils eren atrets a espais dissenyats pels oficials encoberts on tècnicament tindria lloc una trobada entre el menor i l'adult.
També es pot utilitzar el catfishing com una tàctica per intimidar de manera en línia algú atacant altres persones treballant sota una identitat falsa o anònima. Atès que estan usant la identitat d'una altra persona o una identitat inventada, aquesta persona no es ficarà en problemes i les seves accions no tindran cap conseqüència, ja que el ciberassetjament no es pot rastrejar fins a ells.

## Perills
Són molts els perills del catfishing. Pot ser utilitzat per atraure algú per Internet i després conèixer-lo en persona. La persona que duu a terme la impostura atrau les persones a un lloc en concret per segrestar-les o fer-los mal d'una manera o altra. És una forma nova perquè depredadors sexuals interactuïn amb les seves víctimes i els acabin causant danys. Els depredadors sexuals usen una identitat falsa per parlar amb els adolescents, cosa que els permet acostar-s'hi perquè la víctima acabi confiant en ells. És llavors molt fàcil per als depredadors obtenir informació de la víctima i fer-la servir per danyar-los. Un exemple d'això va ser l'assassinat de Carly Ryan el 2007.
El catfishing com a forma d'assetjar altres en línia ha fet que augmenti el nombre de suïcidis d'adolescents en els darrers anys.

## Senyals
Encara que depèn de cas, hi ha nombrosos senyals per poder detectar la impostura. Algunes d'aquestes poden ser :
- Si un desconegut comença a seguir o enviar missatges a un usuari i la seva foto de perfil sembla falsa o massa bona per ser veritat.
- Si la persona que envia missatges no vol parlar per videotrucada o busca una vegada i una altra excuses per no quedar.[12]
- Si els perfils entre els llocs de cites i les xarxes socials no són consistents (per exemple, si tenen noms o imatges diferents).[8]
- Si després d'algunes trobades, la part contrària comença a parlar d'amor, especialment després d'haver passat tan sols uns quants dies o setmanes des que es coneixen.

## Casos d'exemple
Durant quatre anys, una dona va suplantar la identitat de l'actor australià Lincoln Lewis. Això va comportar el suïcidi d'una víctima, que en un moment donat s'havia acostat al veritable Lincoln Lewis. La víctima havia coincidit amb Lewis a l'escola, per la qual cosa estava familiaritzada amb alguns aspectes de la seva vida que van ser descoberts i explotats per la perpetradora. L'agressora va operar des d'almenys mitjans del 2011 fins al seu arrest a mitjans del 2016, i va ser declarada culpable a principis del 2019 per assetjar sis persones.
Segons un article del Washington Post, el fals reportatge d'una violació a la Universitat de Virgínia escrit per la revista Rolling Stone podria haver estat un cas de catfishing, en el qual una jove es va fer passar per una altra estudiant quan el jove del qual estava enamorada no la corresponia. Més concretament, la jove es va fer passar per una estudianta d'últim any fictícia per mantenir-se en contacte amb el noi que l'atreia.